# Senthamangalam
Senthamangalam es una ciudad y nagar Panchayat situada en el distrito de Namakkal en el estado de Tamil Nadu (India). Su población es de 19750 habitantes (2011). Se encuentra a 9 km de Namakkal y a 48 km de Salem.

## Demografía
Según el censo de 2011 la población de Senthamangalam era de 19750 habitantes, de los cuales 9697 eran hombres y 10053 eran mujeres. Senthamangalam tiene una tasa media de alfabetización del 75,49%, inferior a la media estatal del 80,09%: la alfabetización masculina es del 83,90%, y la alfabetización femenina del 67,51%.